# Hauptbahnhof

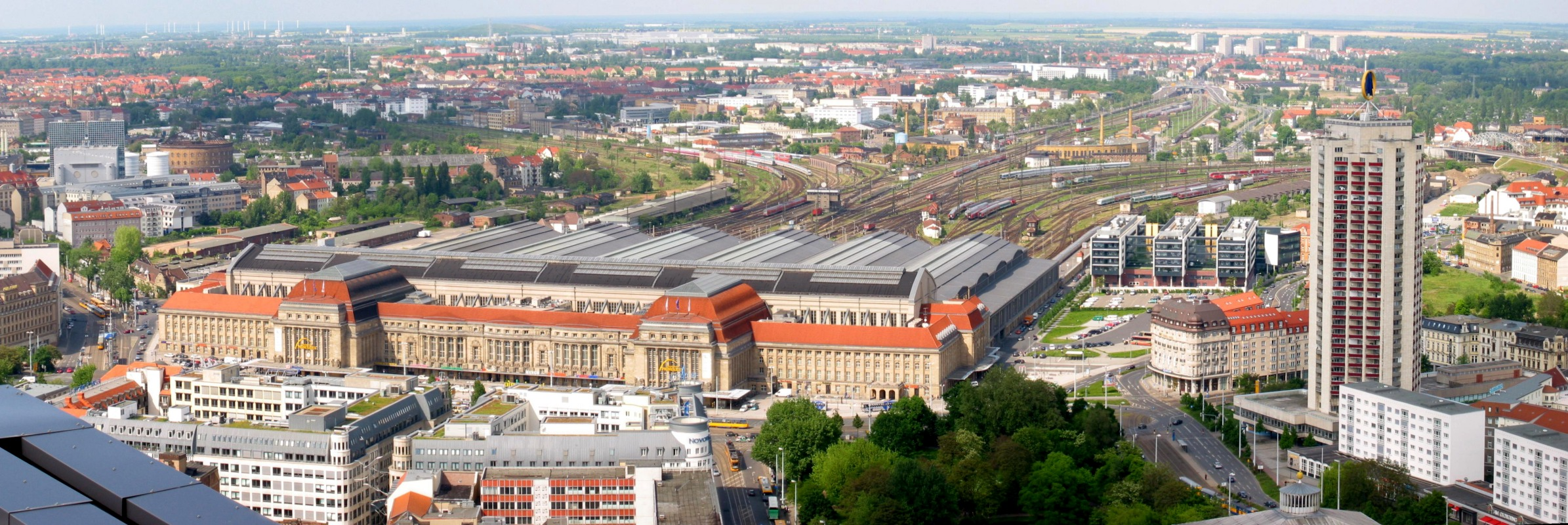
Vista de Leipzig Hauptbahnhof, la enorme estación principal de ferrocarril de la ciudad de Leipzig.

Hauptbahnhof es el término en alemán para la estación central de ferrocarril o estación principal de ferrocarril, y se usa para denominar la estación central de ferrocarril en las ciudades. En Alemania y Austria esta palabra se abrevia normalmente como "Hbf" en horarios de trenes y publicaciones de las respectivas compañías ferroviarias, y en Suiza como "HB", dando nombre a estaciones como Berlin Hbf, Innsbruck Hbf, Zürich HB, etc.
La única ciudad alemana que tiene dos estaciones centrales es Mönchengladbach, debido a la unificación de dos ciudades diferentes.
La estación Leipzig Hauptbahnhof es la mayor de Alemania y la mayor estación término de toda Europa. Cuenta con 27 vías y andenes de más de 600 m, diversos módulos de aparcamiento a varios niveles y un centro comercial de tres plantas. Asimismo dispone de tres depósitos, un triángulo de vías para la inversión de los trenes y varias placas giratorias.